# Dywizja Ułanów (Królestwo Kongresowe)
Dywizja Ułanów – związek taktyczny wojska Królestwa Polskiego.
Dywizja razem z Dywizją Strzelców Konnych stanowiła Korpus Jazdy Polskiej.

## Struktura organizacyjna i obsada personalna

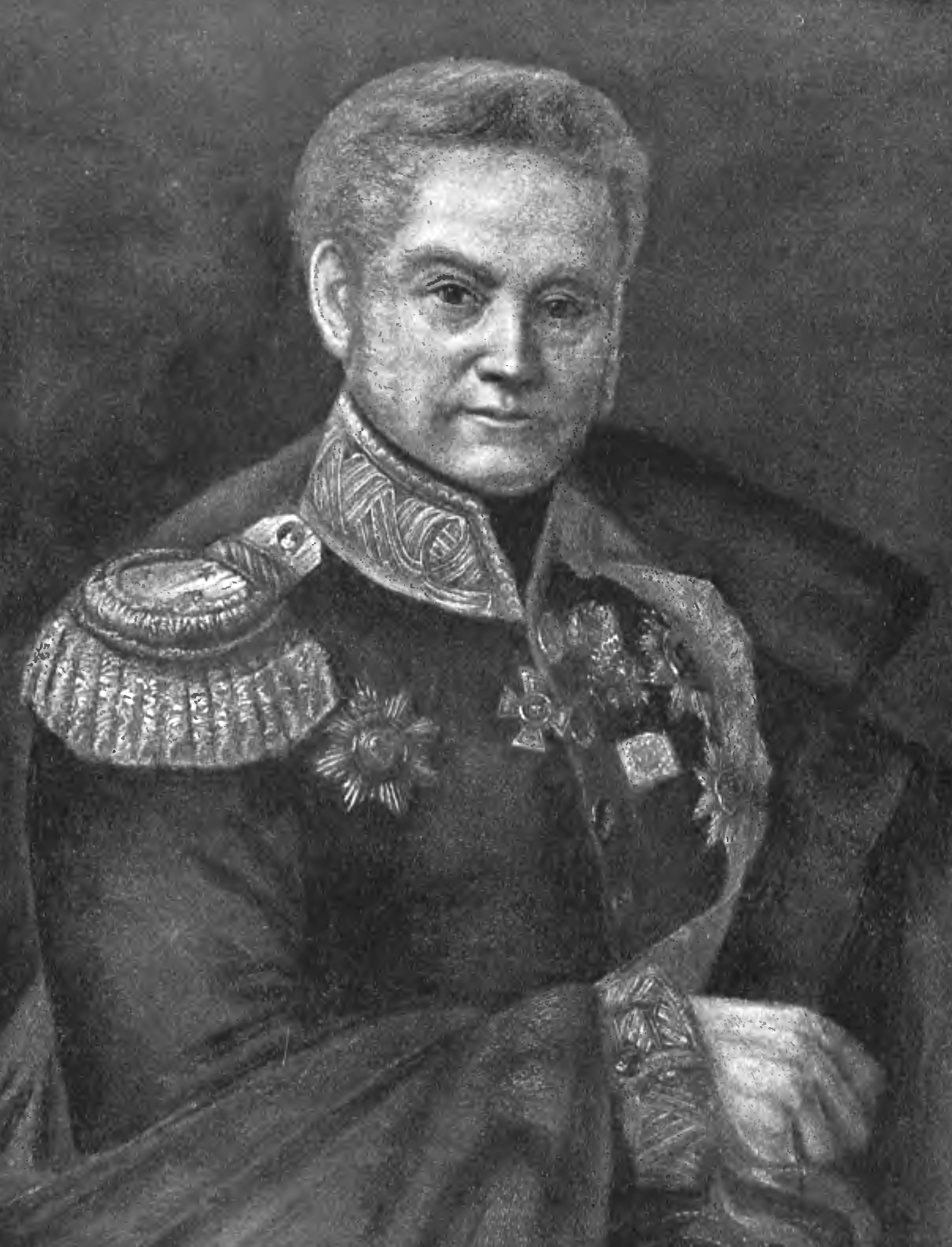
Dowódca dywizji
gen. Józef Weyssenhoff

Dywizja dzieliła się na 4 pułki. Sztab dywizji znajdował się w Lublinie.
Dowódca dywizji
- gen. dyw. Jan Weyssenhoff 1815–1831

1 brygada (Międzyrzec)

dowódcy brygady
- gen. Jan Konopka
- gen. Tadeusz Suchorzewski

pułki:
- 1 pułk ułanów w Lublinie (sztab)
- 3 pułk ułanów w Międzyrzecu

2 brygada (Krasnystaw)

dowódcy brygady
- gen. Jan Weyssenhoff
- gen. Adam Wirtemberski

pułki:
- 2 pułk ułanów w Krasnymstawie
- 4 pułk ułanów w Chełmie

## Uzbrojenie i umundurowanie
Uzbrojenie ułana składało się z szabli, pistoletów i lancy o długości 2,5 metra (z proporczykiem w barwach pułku). Mundur był w kolorze granatowym. Odmienne kolory lampasów, wypustek i wyłogów miał każdy z pułków. Ułani mieli czapki wysokie, w kształcie rogatywki z pomponem. Na czapce znajdował się orzeł i numer pułku.